# Csak show és más semmi!
A Csak show és más semmi! a TV2 licencszerződésén alapuló show-műsora, melyben hazai hírességeknek eredeti hivatásuktól eltérő, különféle produkciókat kell betanulniuk és élő adásban előadniuk. A felkészülésben olyan civil emberek segítenek nekik, akik az adott területen jártasak.
A műsor győztese a „Showkirály(nő)” a címet nyeri el.

## Története
A TV2 csoport a 2018 májusában rendezett Media Hungary konferencián ismertette őszi műsorstruktúrájának újdonságait, melynek része egy új show-műsor indulása. A Csak show és más semmi! magyar címet kapó produkció az I Can Do That című izraeli formátumon alapszik, amiben az ismert embereknek olyan színpadi produkciókat kell betanulniuk, amit korábban sohasem próbáltak. Ez lehet akár egy akrobata előadás, tánckoreográfia, bűvész show, vagy éppen sportteljesítmény, a lényeg, hogy saját határaikat túllépve egy számukra teljesen idegen terepen kell teljesíteniük. A műsor, mely magyar indulása előtt 14 országban futott, egyfajta ötvözete a tehetségmutató és ismert embereket versenyeztető show-műsoroknak (mint például A nagy duett vagy a Sztárban sztár), csak ebben a sztárok partnerei civil emberek. A TV2 felhívásban várta azok jelentkezését, akik különleges, egyedi produkcióikat egy ismert emberrel közösen is színpadra állítanák.
Egyes források szerint a Csak show és más semmi! a TV2 korábbi őszi show-műsora, a Sztárban sztár helyett került volna adásba, de augusztus 13-án a csatorna bejelentette, hogy a zenés műsor következő évadát is elindítja.
A 2018–2019-es magyar televíziós évadban szeptember elejétől a konkurens RTL Klub Szenzációs Négyes címmel hasonló műsort indított, annyi különbséggel, hogy ott négy generáció hírességei négyfős csapatokban versenyeztek egymással.

## Összesített eredmények
A negyedik adástól csak az adott epizód győzteseit ismertették.
| Versenyző        | 1. adás (október 12.) | 2. adás (október 19.) | 3. adás (október 26.) | 4. adás (november 2.) | 5. adás (november 9.) | 6. adás (november 16.) | 7. adás (november 23.) | 8. adás (november 30.) | 9. adás (december 7.) | 10. adás (december 14.) | Végeredmény |
| ---------------- | --------------------- | --------------------- | --------------------- | --------------------- | --------------------- | ---------------------- | ---------------------- | ---------------------- | --------------------- | ----------------------- | ----------- |
| Vastag Csaba     | 1.                    |                       |                       |                       |                       | 1.                     |                        | 1.                     | 1.                    |                         | 1.          |
| Baronits Gábor   |                       | 1.                    |                       | 1.                    | 1.                    |                        |                        |                        |                       |                         | 2.          |
| Tatár Csilla     |                       | 3.                    |                       |                       |                       | 1.                     | 1.                     |                        | 1.                    |                         | 3.          |
| Curtis           |                       | 2.                    | 2.                    |                       |                       |                        |                        |                        |                       |                         | 4.          |
| Eke Angéla       |                       |                       | 1.                    |                       |                       |                        |                        | 1.                     |                       |                         | 4.          |
| Horváth Éva      | 2.                    | 1.                    | 2.                    |                       |                       |                        |                        |                        |                       | 1.                      | 4.          |
| Koholák Alexa    |                       |                       | 3.                    |                       | 1.                    |                        |                        |                        |                       |                         | 4.          |
| Köllő Babett     | 2.                    |                       | 3.                    |                       |                       |                        | 1.                     |                        |                       |                         | 4.          |
| Pápai Joci       | 2.                    | 3.                    |                       |                       |                       |                        |                        |                        |                       |                         | 4.          |
| Schóbert Norbert |                       |                       |                       |                       |                       |                        |                        |                        |                       |                         | 4.          |
| Szandi           | 1.                    | 2.                    |                       | 1.                    |                       |                        |                        |                        |                       |                         | 4.          |
| Veréb Tamás      | 2.                    |                       | 1.                    |                       |                       |                        |                        |                        |                       | 1.                      | 4.          |

## Adások
Megjegyzés: A versenyzők közül elsőként a produkciót választó szerepel, másodikként a többiek közül kiválasztott társ.

### 1. adás (október 12.)
| # | Versenyzők       | Versenyzők     | Produkció (Vendégelőadó)                | Pontozás       | Pontozás      | Pontozás    | Pontozás    | Pontozás | Eredmény     |
| # | Versenyzők       | Versenyzők     | Produkció (Vendégelőadó)                | Richter József | Balázs Andrea | Till Attila | Badár Tamás | Összesen | Eredmény     |
| - | ---------------- | -------------- | --------------------------------------- | -------------- | ------------- | ----------- | ----------- | -------- | ------------ |
| 1 | Schobert Norbert | Koholák Alexa  | akrobatikus kosárlabda show (Face Team) | 7              | 8             | 6           | 7           | 28       | —            |
| 2 | Horváth Éva      | Pápai Joci     | illuzionista szám (Nagy Molnár Dávid)   | 9              | 10            | 10          | 10          | 39       | 2. helyezett |
| 3 | Tatár Csilla     | Curtis         | törpetánc                               | 7              | 8             | 8           | 8           | 31       | —            |
| 4 | Eke Angéla       | Baronits Gábor | dob produkció (Z-Drums)                 | 8              | 9             | 8           | 9           | 34       | —            |
| 5 | Köllő Babett     | Veréb Tamás    | kutyaszám (Picard Vilmos)               | 10             | 10            | 10          | 9           | 39       | 2. helyezett |
| 6 | Szandi           | Vastag Csaba   | gurtniszám                              | 10             | 10            | 10          | 10          | 40       | 1. helyezett |

### 2. adás (október 19.)
| # | Versenyzők       | Versenyzők     | Produkció (Vendégelőadó)                        | Pontozás       | Pontozás      | Pontozás    | Pontozás    | Pontozás | Eredmény     |
| # | Versenyzők       | Versenyzők     | Produkció (Vendégelőadó)                        | Richter József | Balázs Andrea | Till Attila | Badár Tamás | Összesen | Eredmény     |
| - | ---------------- | -------------- | ----------------------------------------------- | -------------- | ------------- | ----------- | ----------- | -------- | ------------ |
| 1 | Schobert Norbert | Eke Angéla     | tánc tüzes tárgyakkal (Tűzfészek)               | 8              | 10            | 9           | 9           | 36       | —            |
| 2 | Köllő Babett     | Vastag Csaba   | akrobatikus nindzsa show (Twistairs)            | 6              | 8             | 7           | 7           | 28       | —            |
| 3 | Pápai Joci       | Tatár Csilla   | néptánc (Fricska)                               | 8              | 9             | 8           | 8           | 33       | 3. helyezett |
| 4 | Veréb Tamás      | Koholák Alexa  | gumiasztal (Wallkings)                          | 4              | 8             | 5           | 8           | 25       | —            |
| 5 | Curtis           | Szandi         | hiphop tánc (R3D ONE)                           | 8              | 10            | 9           | 9           | 36       | 2. helyezett |
| 6 | Horváth Éva      | Baronits Gábor | kehelyszám (Szlavkovszki Zsolt és Takács Noémi) | 9              | 10            | 10          | 10          | 39       | 1. helyezett |

### 3. adás (október 26.)
| # | Versenyzők       | Versenyzők    | Produkció (Vendégelőadó)                 | Pontozás       | Pontozás      | Pontozás    | Pontozás    | Pontozás | Eredmény     |
| # | Versenyzők       | Versenyzők    | Produkció (Vendégelőadó)                 | Richter József | Balázs Andrea | Till Attila | Badár Tamás | Összesen | Eredmény     |
| - | ---------------- | ------------- | ---------------------------------------- | -------------- | ------------- | ----------- | ----------- | -------- | ------------ |
| 1 | Vastag Csaba     | Tatár Csilla  | LED-tánc (Dirty Led Light Crew)          | 9              | 10            | 10          | 9           | 38       | —            |
| 2 | Baronits Gábor   | Pápai Joci    | bartender szám (Németh 'Topgun' Norbert) | 8              | 9             | 9           | 8           | 34       | —            |
| 3 | Köllő Babett     | Koholák Alexa | hastánc (The Bellydancers)               | 10             | 10            | 10          | 10          | 40       | 3. helyezett |
| 4 | Horváth Éva      | Curtis        | cheerleader show (Beac Cheerleaders)     | 10             | 10            | 10          | 10          | 40       | 2. helyezett |
| 5 | Schobert Norbert | Szandi        | bűvész show (Párkányi Kolos)             | 7              | 9             | 10          | 9           | 35       | —            |
| 6 | Eke Angéla       | Veréb Tamás   | rúdszám (Rózsa Csilla és Holoda Péter)   | 10             | 10            | 10          | 10          | 40       | 1. helyezett |

### 4. adás (november 2.)
| # | Versenyzők       | Versenyzők     | Produkció (Vendégelőadó)                    | Pontozás       | Pontozás      | Pontozás    | Pontozás    | Pontozás | Eredmény     |
| # | Versenyzők       | Versenyzők     | Produkció (Vendégelőadó)                    | Richter József | Balázs Andrea | Till Attila | Badár Tamás | Összesen | Eredmény     |
| - | ---------------- | -------------- | ------------------------------------------- | -------------- | ------------- | ----------- | ----------- | -------- | ------------ |
| 1 | Schobert Norbert | Tatár Csilla   | rockzenészek (Hooligans)                    | 9              | 10            | 8           | 8           | 35       | —            |
| 2 | Szandi           | Baronits Gábor | Cyr kerék szám (Szabó Kira és Zelei Zoltán) | 10             | 10            | 9           | 10          | 39       | 1. helyezett |
| 3 | Koholák Alexa    | Vastag Csaba   | a cappella produkció (Fool Moon)            | 7              | 10            | 8           | 7           | 32       | —            |
| 4 | Veréb Tamás      | Horváth Éva    | BMX szám (Hegeshow)                         | 8              | 9             | 8           | 8           | 33       | —            |
| 5 | Eke Angéla       | Pápai Joci     | tangó tánc (Infinity Dance Company)         | 9              | 10            | 9           | 10          | 38       | —            |
| 6 | Köllő Babett     | Curtis         | fakír szám (Gyertyán Balázs)                | 6              | 9             | 9           | 9           | 33       | —            |

### 5. adás (november 9.)
| # | Versenyzők       | Versenyzők     | Produkció (Vendégelőadó)                      | Pontozás       | Pontozás      | Pontozás    | Pontozás    | Pontozás | Eredmény     |
| # | Versenyzők       | Versenyzők     | Produkció (Vendégelőadó)                      | Richter József | Balázs Andrea | Till Attila | Badár Tamás | Összesen | Eredmény     |
| - | ---------------- | -------------- | --------------------------------------------- | -------------- | ------------- | ----------- | ----------- | -------- | ------------ |
| 1 | Vastag Csaba     | Horváth Éva    | íjszám (Ovidiu Tell)                          | 10             | 10            | 10          | 10          | 40       | —            |
| 2 | Schobert Norbert | Köllő Babett   | brazil tánc (Reinas del Ritmo)                | 10             | 10            | 9           | 10          | 39       | —            |
| 3 | Eke Angéla       | Curtis         | faltánc (Takács Andrea és Vándor-Tóth Zoltán) | 9              | 10            | 8           | 8           | 35       | —            |
| 4 | Tatár Csilla     | Veréb Tamás    | ugrókötél szám (Jumpplus World)               | 9              | 10            | 10          | 10          | 39       | —            |
| 5 | Szandi           | Pápai Joci     | pohárszám (Glasso és Palotás Csaba)           | 7              | 9             | 8           | 9           | 33       | —            |
| 6 | Koholák Alexa    | Baronits Gábor | drótszám (The Gerlings)                       | 10             | 10            | 10          | 10          | 40       | 1. helyezett |

### 6. adás (november 16.)
| # | Versenyzők       | Versenyzők   | Produkció (Vendégelőadó)                | Pontozás       | Pontozás      | Pontozás    | Pontozás    | Pontozás | Eredmény     |
| # | Versenyzők       | Versenyzők   | Produkció (Vendégelőadó)                | Richter József | Balázs Andrea | Till Attila | Badár Tamás | Összesen | Eredmény     |
| - | ---------------- | ------------ | --------------------------------------- | -------------- | ------------- | ----------- | ----------- | -------- | ------------ |
| 1 | Koholák Alexa    | Szandi       | sztepptánc (Coincidance Táncszínház)    | 8              | 9             | 8           | 8           | 33       | —            |
| 2 | Schobert Norbert | Pápai Joci   | Zen Bu Kan Kempo szám (Kempo Show Team) | 10             | 10            | 10          | 10          | 40       | —            |
| 3 | Baronits Gábor   | Eke Angéla   | rapperek (BSW)                          | 10             | 10            | 9           | 10          | 39       | —            |
| 4 | Curtis           | Veréb Tamás  | futball szám (Street Kings)             | 7              | 9             | 8           | 7           | 31       | —            |
| 5 | Tatár Csilla     | Vastag Csaba | emelőszám (Rippel Brothers)             | 10             | 10            | 10          | 10          | 40       | 1. helyezett |
| 6 | Köllő Babett     | Horváth Éva  | twerk tánc (Booty Cats)                 | 10             | 10            | 10          | 10          | 40       | —            |

### 7. adás (november 23.)
| # | Versenyzők     | Versenyzők       | Produkció (Vendégelőadó)                 | Pontozás       | Pontozás      | Pontozás    | Pontozás    | Pontozás | Eredmény     |
| # | Versenyzők     | Versenyzők       | Produkció (Vendégelőadó)                 | Richter József | Balázs Andrea | Till Attila | Badár Tamás | Összesen | Eredmény     |
| - | -------------- | ---------------- | ---------------------------------------- | -------------- | ------------- | ----------- | ----------- | -------- | ------------ |
| 1 | Szandi         | Veréb Tamás      | beatbox és breaktánc (FMaN & Sick7 Crew) | 9              | 9             | 9           | 9           | 36       | —            |
| 2 | Pápai Joci     | Koholák Alexa    | mentalista szám (Danny Blue)             | 9              | 10            | 10          | 10          | 39       | —            |
| 3 | Köllő Babett   | Tatár Csilla     | csillárszám (The Flying Angels)          | 10             | 10            | 10          | 10          | 40       | 1. helyezett |
| 4 | Horváth Éva    | Schobert Norbert | hulahopp szám (Kiss Kata és Halasi Márk) | 7              | 9             | 8           | 8           | 32       | —            |
| 5 | Eke Angéla     | Vastag Csaba     | homokanimáció (Quartzbox)                | 10             | 10            | 9           | 10          | 39       | —            |
| 6 | Baronits Gábor | Curtis           | chippendale tánc (Hot Men Dance)         | 9              | 10            | 10          | 9           | 38       | —            |

### 8. adás (november 30.)
| # | Versenyzők    | Versenyzők       | Produkció (Vendégelőadó)                       | Pontozás       | Pontozás      | Pontozás    | Pontozás    | Pontozás | Eredmény     |
| # | Versenyzők    | Versenyzők       | Produkció (Vendégelőadó)                       | Richter József | Balázs Andrea | Till Attila | Badár Tamás | Összesen | Eredmény     |
| - | ------------- | ---------------- | ---------------------------------------------- | -------------- | ------------- | ----------- | ----------- | -------- | ------------ |
| 1 | Koholák Alexa | Veréb Tamás      | looper produkció (Nági és DJ Gerysson)         | 8              | 10            | 9           | 10          | 37       | —            |
| 2 | Horváth Éva   | Szandi           | póniszám (René Casselly Jr.)                   | 10             | 9             | 8           | 8           | 35       | —            |
| 3 | Vastag Csaba  | Baronits Gábor   | paso doble tánc (Pro-Art Táncstúdió)           | 9              | 9             | 9           | 9           | 36       | —            |
| 4 | Köllő Babett  | Schobert Norbert | ostorszám (Angelika és Nereus Lajos)           | 9              | 9             | 8           | 8           | 34       | —            |
| 5 | Curtis        | Pápai Joci       | diabolo szám (Valtner Miklós „Mályki“)         | 10             | 10            | 10          | 10          | 40       | —            |
| 6 | Vastag Csaba  | Eke Angéla       | poppin tánc (Jóssa-Pál Adrienn és Jóssa Bence) | 10             | 10            | 9           | 10          | 39       | 1. helyezett |

### 9. adás (december 7.)
| # | Versenyzők       | Versenyzők     | Produkció (Vendégelőadó)                           | Pontozás       | Pontozás      | Pontozás    | Pontozás    | Pontozás | Eredmény     |
| # | Versenyzők       | Versenyzők     | Produkció (Vendégelőadó)                           | Richter József | Balázs Andrea | Till Attila | Badár Tamás | Összesen | Eredmény     |
| - | ---------------- | -------------- | -------------------------------------------------- | -------------- | ------------- | ----------- | ----------- | -------- | ------------ |
| 1 | Köllő Babett     | Pápai Joci     | Hollywood tánc (Freelusion)                        | 9              | 10            | 9           | 9           | 37       | —            |
| 2 | Curtis           | Horváth Éva    | roma tánc (Parno Graszt)                           | 9              | 9             | 8           | 8           | 34       | —            |
| 3 | Vastag Csaba     | Tatár Csilla   | szabadulószám (Németh Gábor)                       | 9              | 10            | 10          | 10          | 39       | 1. helyezett |
| 4 | Eke Angéla       | Veréb Tamás    | kortárs tánc (Likovics Alexandra és Baranya Dávid) | 10             | 10            | 10          | 10          | 40       | —            |
| 5 | Schobert Norbert | Koholák Alexa  | stand-up comedy (Ricsifiú)                         | 8              | 7             | 7           | 7           | 29       | —            |
| 6 | Szandi           | Baronits Gábor | görkorcsolya szám (Trio Donnert)                   | 10             | 10            | 10          | 10          | 40       | —            |

### 10. adás (december 14.)
| #                | Versenyzők       | Versenyzők     | Produkció (Vendégelőadó)                               | Pontozás               | Pontozás               | Pontozás               | Pontozás               | Pontozás               | Eredmény               |
| #                | Versenyzők       | Versenyzők     | Produkció (Vendégelőadó)                               | Richter József         | Balázs Andrea          | Till Attila            | Badár Tamás            | Összesen               | Eredmény               |
| ---------------- | ---------------- | -------------- | ------------------------------------------------------ | ---------------------- | ---------------------- | ---------------------- | ---------------------- | ---------------------- | ---------------------- |
| 1                | Vastag Csaba     | Szandi         | akrobatikus rock and roll (AcroShock)                  | 10                     | 10                     | 10                     | 10                     | 40                     | —                      |
| 2                | Koholák Alexa    | Pápai Joci     | buborékszám (Kristály Márton)                          | 8                      | 8                      | 9                      | 8                      | 33                     | —                      |
| 3                | Köllő Babett     | Curtis         | balett tánc (A Magyar Táncművészeti Egyetem hallgatói) | 10                     | 10                     | 10                     | 9                      | 39                     | —                      |
| 4                | Schobert Norbert | Tatár Csilla   | tánc kangoo cipőben (Kangoo Club Hungary)              | 10                     | 10                     | 10                     | 10                     | 40                     | –                      |
| 5                | Baronits Gábor   | Eke Angéla     | zsonglőrködés (Kristóf Krisztián)                      | 10                     | 10                     | 10                     | 10                     | 40                     | —                      |
| 6                | Horváth Éva      | Veréb Tamás    | trapézszám (Art Impression)                            | 10                     | 10                     | 10                     | 10                     | 40                     | 1. helyezett           |
| Közös produkciók |                  |                |                                                        |                        |                        |                        |                        |                        |                        |
| 7                | Horváth Éva      | Eke Angéla     | varieté szám                                           | A zsűri nem pontozott! | A zsűri nem pontozott! | A zsűri nem pontozott! | A zsűri nem pontozott! | A zsűri nem pontozott! | A zsűri nem pontozott! |
| 7                | Vastag Csaba     | Baronits Gábor | varieté szám                                           | A zsűri nem pontozott! | A zsűri nem pontozott! | A zsűri nem pontozott! | A zsűri nem pontozott! | A zsűri nem pontozott! | A zsűri nem pontozott! |
| 8                | Schobert Norbert | Pápai Joci     | léggömb szám                                           | A zsűri nem pontozott! | A zsűri nem pontozott! | A zsűri nem pontozott! | A zsűri nem pontozott! | A zsűri nem pontozott! | A zsűri nem pontozott! |
| 8                | Curtis           | Veréb Tamás    | léggömb szám                                           | A zsűri nem pontozott! | A zsűri nem pontozott! | A zsűri nem pontozott! | A zsűri nem pontozott! | A zsűri nem pontozott! | A zsűri nem pontozott! |
| 9                | Köllő Babett     | Koholák Alexa  | légtánc produkció                                      | A zsűri nem pontozott! | A zsűri nem pontozott! | A zsűri nem pontozott! | A zsűri nem pontozott! | A zsűri nem pontozott! | A zsűri nem pontozott! |
| 9                | Tatár Csilla     | Szandi         | légtánc produkció                                      | A zsűri nem pontozott! | A zsűri nem pontozott! | A zsűri nem pontozott! | A zsűri nem pontozott! | A zsűri nem pontozott! | A zsűri nem pontozott! |

Az évad tíz adásának eredményének összesítése alapján a Csak show és más semmi! versenyét Vastag Csaba nyerte. A második helyezett Baronits Gábor, a harmadik helyezett Tatár Csilla lett.

## Nézettség
A +4-es adatok a teljes lakosságra, a 18–59-es adatok a célközönségre vonatkoznak. A táblázat csak a TV2 által főműsoridőben sugárzott adások adatait mutatja.
| Epizód   | Vetítés            | Teljes lakosság (+4) | Teljes lakosság (+4) | Teljes lakosság (+4) | Célközönség (18–59) | Célközönség (18–59) | Célközönség (18–59) | Forrás |
| Epizód   | Vetítés            | AMR (fő)             | SHR (%)              | Heti helyezés        | AMR (fő)            | SHR (%)             | Heti helyezés       | Forrás |
| -------- | ------------------ | -------------------- | -------------------- | -------------------- | ------------------- | ------------------- | ------------------- | ------ |
| 1. adás  | 2018. október 12.  | 497 795              | 12,7                 | 12.                  | 208 021             | 10,7                | 14.                 | [ 10 ] |
| 2. adás  | 2018. október 19.  | 441 118              | 11,2                 | 13.                  | 201 924             | 10,3                | 14.                 | [ 11 ] |
| 3. adás  | 2018. október 26.  | 380 201              | 9,3                  | 17.                  | 162 115             | 7,9                 | 25.                 | [ 12 ] |
| 4. adás  | 2018. november 2.  | 532 158              | 12,8                 | 8.                   | 223 240             | 10,6                | 14.                 | [ 13 ] |
| 5. adás  | 2018. november 9.  | 394 922              | 9,8                  | 15.                  | 164 012             | 8,5                 | 19.                 | [ 14 ] |
| 6. adás  | 2018. november 16. | 412 315              | 10,2                 | 15.                  | 187 713             | 9,6                 | 15.                 | [ 15 ] |
| 7. adás  | 2018. november 23. | 382 528              | 9,4                  | 17.                  | 157 158             | 8,0                 | 17.                 | [ 16 ] |
| 8. adás  | 2018. november 30. | 405 460              | 10,0                 | 14.                  | 187 680             | 9,3                 | 13.                 | [ 17 ] |
| 9. adás  | 2018. december 7.  | 418 177              | 10,2                 | 14.                  | 187 684             | 9,3                 | 12.                 | [ 18 ] |
| 10. adás | 2018. december 14. | 379 213              | 9,5                  | 14.                  | 137 250             | 7,1                 | 20.                 | [ 19 ] |